# Руда

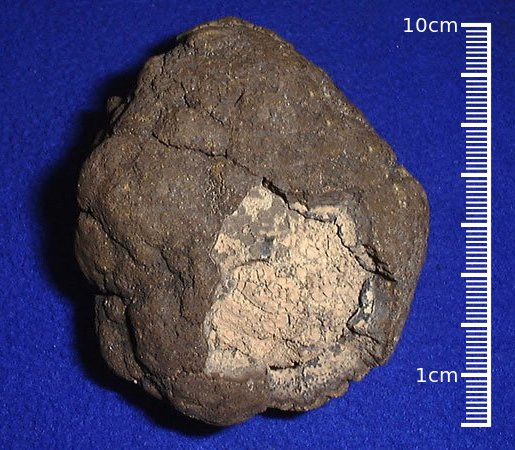
Марганцевая руда

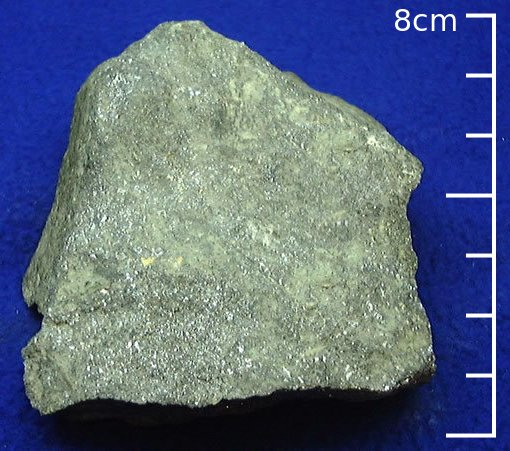
Свинцовая руда

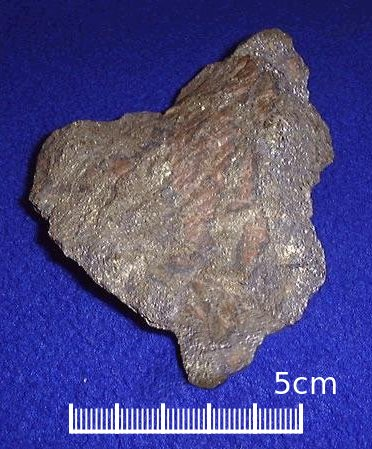
Золотая руда

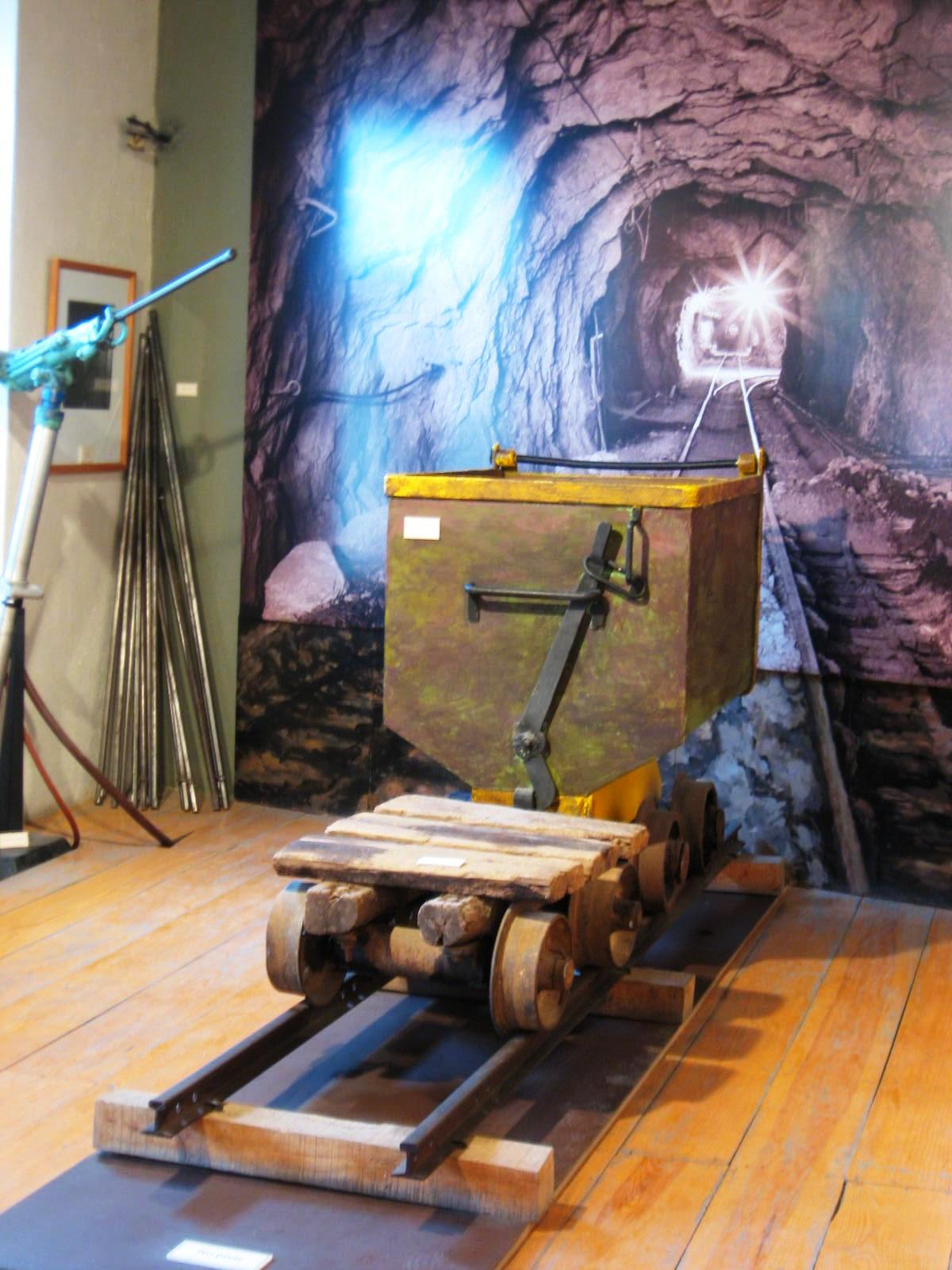
Тележка для перевозки руды из шахты исторического музея горного дела в Пачука-де-Сото, Мексика

Руда́ — вид полезных ископаемых, природное минеральное образование, содержащее соединения полезных компонентов (минералов, металлов, органических веществ) в концентрациях, делающих извлечение этих компонентов экономически целесообразным.
Экономическая целесообразность определяется кондициями на руду. Наряду с самородными металлами существуют руды металлов (железа, олова, меди, цинка, никеля и им подобные) — основные формы природной встречаемости этих ископаемых, пригодные для промышленно-хозяйственного использования. Различают металлические и неметаллические рудные полезные ископаемые; к последним относятся, например пьезокварц, флюорит и другие. Возможность переработки руды обусловливается её запасами. Понятие руды изменяется в результате прогресса техники; с течением времени круг используемых руд и минералов расширяется. Выделяются различные типы руд.

## Этимология
Слово «руда» в индоевропейских языках изначально обозначало корень «красный» (ср. дат. Rød, англ. Red, фр. Rouge, исл. Rauður, рус. Рдеть (краснеть) и прочие). В славянских языках этим словом изначально стали обозначать оксид железа из-за его красного цвета.

## Типы руд
Руды отличаются вещественным составом и подразделяются на руды черных и цветных металлов. К рудам цветных металлов относятся руды с содержанием тяжелых цветных металлов, легких цветных металлов и благородных металлов (золото, серебро, платина, и тугоплавкие, легкие, редкоземельные металлы).
Руда бедная — это руда, в которой содержание полезного компонента (металла, минерала) стоит на грани кондиционного; такая руда требует обогащения.
Руда богатая — это руда, которую экономически целесообразно использовать непосредственно, без предварительного обогащения. Богатой рудой часто называется руда, в которой содержание полезных компонентов (металла, минерала) в 2-3 раза выше кондиционного.
- Руда болотная — образовавшаяся путём отложения бурого железняка (лимонита) на дне болот в виде конкреций (бобовин), твёрдых корок и слоёв, см. Руда бобовая.
- Руда бобовая — это руда, имеющая бобовую структуру, указывающую на участие в её образовании коллоидных, иногда биохимических процессов; бывает железной, марганцевой, алюминиевой (бокситы), осадочного и элювиального происхождения. Наиболее часто этот термин применяется к одной из разновидностей бурожелезняковых (лимонитовых) руд осадочного происхождения, обычно отложившихся на дне озёр (озёрные руды) и болот (болотные руды); они состоят из мелких округлой или бобовидной формы образований, часто концентрически-скорлуповатого сложения, рыхлых или сцементированных бурым железняком или глинистым веществом. В зависимости от текстуры различают собственно бобовую, гороховую, а также порошковатую руды. Руды бобовые осадочного происхождения обычно залегают в виде пластов, прослоев и линз. Руды бобовые элювиального происхождения имеют неправильную, часто карманообразную форму залегания.
- Руда брекчиевая — с брекчиеватой текстурой; рудный минерал может слагать либо цемент, либо обломки брекчии.
- Руда бурундучная — местное, сибирское, название полосчатой свинцово-цинковой руды из полиметаллических месторождений Восточного Забайкалья. Характеризуется частым чередованием тонких полосок сульфидных минералов и карбонатов. Образуется путём избирательного замещения сфалеритом и галенитом кристаллических известняков и полосчатых доломитов.
- Руда валунчатая — состоящая из валунов или обломков полезного компонента (например; бурого железняка, боксита, фосфорита) и рыхлой безрудной вмещающей породы.
- Руда вкраплённая — состоящая из преобладающей, пустой (вмещающей) породы, в которой более или менее равномерно распределены (вкраплены) рудные минералы в виде отдельных зёрен, скоплений зёрен и прожилков. Нередко такие вкрапления сопровождают по краям крупные тела сплошных руд, образуя ореолы вокруг них, а также формируют самостоятельные, часто очень крупные месторождения, например, месторождения порфировых медных руд. Синоним: руда рассеянная.
- Руда галмейная — вторичная цинковая руда, состоящая в основном из каламина и смитсонита. Характерна для зоны окисления цинковых месторождений в карбонатных породах.
- Руда гороховая — разновидность бобовых руд.
- Руда дерновая — рыхлые, иногда сцементированные, частью пористые образования, состоящие из лимонита с примесью других гидратов окиси железа и переменным количеством соединений железа с фосфорной, гумусовой и кремниевой кислотами. В состав руды дерновой входит также песок и глина. Образуется поднимающимися к поверхности подпочвенными водами с участием микроорганизмов в топях и на влажных лугах и представляет второй горизонт болотных и луговых почв. Синоним: руда луговая.
- Руда желваковая — представленная рудными желваками. Встречается среди осадочных железных (лимонитовых), фосфоритовых и некоторых других месторождений.
- Руда кокардовая (кольчатая) — с кокардовой текстурой. См. текстура руд кокардовая.
- Руда комплексная — сложная по составу руда, из которой извлекаются или могут быть с экономической выгодой извлечены несколько металлов или полезных компонентов, например, медно-никелевая руда, из которой могут извлекаться, кроме никеля и меди, кобальт, металлы платиновой группы, золото, серебро, селен, теллур, сера.
- Руда луговая — синоним термина руда дерновая.
- Руда массивная — синоним термина руда сплошная.
- Руда металлическая — руда, в которой полезной составляющей является какой-либо металл, используемый промышленностью. Противопоставляется неметаллическим рудам, например, фосфоровым, баритовым и т. д.
- Руда милонитизированная — раздробленная и тонкоперетёртая руда, иногда с параллельной текстурой. Образуется в зонах дробления и по плоскостям надвигов и сбросов.
- Руда монетная — скопления мелких лепёшкообразных конкреций окислов железа или окислов железа и марганца на дне озёр; использовались как железная руда. Руды монетные приурочены к озёрам таёжной зоны в районах распространения древних эродированных (разрушенных) изверженных пород и широкого развития плосковолнистого рельефа с множеством болот.
- Руда озёрная — железная (лимонитовая) руда, отложенная на дне озёр. Сходна с болотными рудами. Распространена в озёрах северной части России.
- Руда окисленная — руда приповерхностной части (зона окисления) сульфидных месторождений, возникшая в результате окисления первичных руд.
- Руда оолитовая — состоящая из мелких округлых концентрически-скорлуповатых или радиально-лучистых образований, т. н. оолитов. Распространённый структурный тип железных руд, в которых рудными минералами являются силикаты из группы хлоритов (шамуазит, тюрингит) или сидерит, гематит, лимонит, иногда магнетит), присутствующие часто совместно, иногда с преобладанием одного из этих минералов. Оолитовое сложение характерно и для руд многох бокситовых месторождений.
- Руда осадочная железистая — см. Порода осадочная железистая.
- Руда оспенная — разновидность вкраплённых магнетитовых руд в сиенитовых породах на Урале. Местный термин.
- Руда первичная — не подвергшаяся позднейшим изменениям.
- Руда перекристаллизованная — претерпевшая при процессах метаморфизма преобразование минерального состава, текстур и структур без изменения химического состава.
- Руда полиметаллическая — содержащая свинец, цинк и обычно медь, а в качестве постоянных примесей серебро, золото и нередко кадмий, индий, галлий и некоторые другие редкие металлы.
- Руда полосчатая — состоящая из тонких слоёв (полос), существенно различающихся по составу, по крупности зёрен или по количественным отношения минералов.
- Руда порфировая медная (или медно-порфировая) — формация сульфидных вкраплённых и прожилково-вкраплённых медных и молибденово-медных руд в сильно окварцованных гипабиссальных умереннокислых гранитоидных и субвулканических порфировых интрузивах и вмещающих их эффузивных, туфогенных и метасоматических породах. Руды представлены пиритом, халькопиритом, халькозином, реже борнитом, блёклыми рудами, молибденитом. Содержание меди обычно невысокое, в среднем 0,5-1 %. При отсутствии или очень малом содержании молибдена они разрабатываются лишь в зонах вторичного сульфидного обогащения, с содержанием 0,8-1,5 % меди. Повышенные содержания молибдена позволяют разрабатывать и медные руды первичной зоны. Ввиду крупных размеров месторождений руды порфировые являются одними из главных промышленных типов медных и молибденовых руд.
- Руда природнолегированная — латеритовая железная руда с более значительным, чем обычно, содержанием никеля, кобальта, марганца, хрома и др. металлов, придающих повышенное качество — легированность — выплавляемому из таких руд чугуну и продуктам его переработки (железу, стали).
- Руда радиоактивная — содержит металлы радиоактивных элементов (уран, радий, торий).
- Руда разборная — из которой ручной разборкой или элементарным обогащением (грохочением, промывкой, провеиванием и т. д.) можно выделить полезный компонент в чистом или высококонцентрированном виде.
- Руда рассеянная — синоним термина руда вкраплённая.
- Руда рядовая — 1. Обычная средняя руда данного месторождения. 2. Руда в том виде, в каком она поступает из горных выработок до рудоразборки или обогащения. 3. Рядовая руда в противопоставлении понятию руда разборная.
- Руда сажистая — тонкодисперсные рыхлые массы чёрного цвета, состоящие из вторичных окислов (тенорит) и сульфидов меди — ковеллина и халькозина, образующихся в зоне вторичного сульфидного обогащения, и представляющие собой богатую медную руду.
- Руда серная — горная порода, содержащая самородную или химически связанную серу и пригодная в качестве сырья для серной промышленности. Основными источниками руды серной являются месторождения самородной серы (см. Порода серная). Руда серная подразделяется на 3 группы: бедная — обычно непромышленная, с содержанием серы 8-9 % и менее; средняя — с содержанием серы 10-25 %, требует предварительного обогащения; богатая — с содержанием серы больше 25 %, не требует обогащения. Из других источником серы на первом месте стоят сульфидные руды и промышленные газы.
- Руда сплошная — состоит практически вся (или большая часть) из рудных минералов в отличие от вкраплённой руды. Синоним: руда массивная.
- Руда средняя — со средним содержанием полезных компонентов. К ней следует относить руду, содержание полезного компонента в которой равно, либо на 10-50 % выше кондиционного содержания (кондиции).
- Руда товарная — руда (но не рудный концентрат), который достиг точки окончания её добычи согласно техническому проекту разработки месторождения.
- Руда вторичная — синоним термина руда гипергенная.
- Руда гипергенная — синоним термина руда супергенная.
- Руда (минералы) гипогенная — образованная эндогенными геологическим процессами. Противопоставляется супергенным минералам и рудам, имеющим экзогенное происхождение. Синоним: руда (минералы) эндогенная.
- Руда (минералы) супергенная — образованная в результате поверхностных (экзогенных) геологических процессов; противопоставляется гипогенной руде, имеющей эндогенное глубинное происхождение. Синонимы: руда гипергенная, руда вторичная.
- Руда убогая — с очень низким содержанием металлов, обычно непромышленная (забалансовая) при современных условиях разработки.
- Руда урановая смоляная — минерал, излишний синоним уранинита.
- Руда штуфная — куски (штуфы) обычной богатой руды, не требующей обогащения.
- Руда эндогенная — см. минералы (руды) эндогенные.

## Некоторые из рудных минералов
- Аргентит, Ag2S
- Барит, BaSO4
- Берилл, Be3Al(SiO3)6
- Борнит, Cu5FeS4
- Касситерит, SnO2
- Халькозин, Cu2S
- Халькопирит (медный колчедан), CuFeS2